# Intertainment
Die Intertainment AG ist ein deutsches Medienunternehmen mit Sitz in Feldafing. Kerngeschäft ist der Erwerb und die Verwertung von Filmrechten und Filmlizenzen, die Produktion und Co-Produktion von Filmen, der Vertrieb und die Übertragung Audio- und Videodaten über diverse Kommunikationsmittel und Merchandising. Die Aktie der Gesellschaft wird im General Standard gehandelt und ist im CDAX enthalten.

## Geschichte
Das Unternehmen wurde am 29. September 1998 durch Neueintragung in das Handelsregister mit Sitz in München gegründet. Am 8. Februar 1999 erfolgte der Börsengang am Neuen Markt der Frankfurter Wertpapierbörse. Mit dem Geld aus dem Börsengang wurden weitere Filmrechte erworben. Bis zum Platzen der Dotcom-Blase galt das Geschäftsmodell als aussichtsreich. Die Aktie der Gesellschaft wurde Bestandteil des Nemax50 und die stieg auf über 139 Euro. Anfang 2006 musste das Unternehmen nach einem Rechtsstreit mit der HypoVereinsbank einen Insolvenzantrag stellen. Der Aktienkurs fiel auf 0,40 Euro.
Im Juni 2018 verlegte das Unternehmen den Sitz nach Feldafing. Die Umsatzerlöse betrug im Jahr 2018 420.000 €, 2023 betrugen sie 189.000 €.